# 居銮中华三小
居銮中华三小（SJK(C) Chong Hwa 3）是一所位于马来西亚柔佛州居銮的小学，成立于1958年，首任校长为柯位新。该校与居銮中华中学为同一校园。

## 校史
- 1958年：居銮中华三小正式成立，首任校长为柯位新。年底第一届六年级学生毕业。
- 1960年：学生500余人，仅有10间课室，分上下午班上课。
- 1966年：学生剧增至1138人，提升为大型华小。
- 1970年：施炳文校长荣休，林德全校长续掌校政。
- 1986年：课室不敷应用，搬迁至居銮中华中学颜文举科学大楼第三第四层上课。
- 1990年：林德全校长荣休，辜天恩校长到任。
- 1996年：15/03辜天恩校长调升博爱华小，16/03林福生校长接任。
- 1996年：16/09黄凤珍校长到任。
- 1999年：05/11时任副教育部长韩春锦莅临主持综合礼堂动土礼。
- 2001年：郑琬文伉俪主持郑颜玉梅综合礼堂开幕。
- 2002年：主办文娱晚会筹获25万令吉做内部设备基金，舞台命名义诚堂。
- 2003年：获得教育部拨款修建雨盖走廊、停车场等。
- 2004年：启用精明化系统，迈向多媒体教学。
- 2005年：时任贸消部政务次长何襄赞拨款5万令吉修建雨盖走廊。
- 2006年：在居銮中华中学前校长陈诗圣斡旋下，曾氏家族慨然捐出毗邻校园的屋地做新建校舍用途。
- 2007年：获教育部拨款修建雨盖走廊、维修厕所及防白蚁措施。
- 2008年：获教育部拨款7万令吉维修厕所排污管、铺设地砖等。
- 2010年：添购9台电脑供教师办公室办公及教学用途。
- 2011年：在董家协协助下，由课室改建的牙科室及医疗室全面落成。
- 2012年：教师使用电脑指纹签到系统。
- 2013年：主办学生领袖成长营『在服务中成长』。
- 2014年：夺得居銮区数学奥林匹克赛团体冠军。
- 2015年：获教育局选为居銮县唯一的华小21世纪课程教学模范学校。
- 2016年：25-26/07主办一连两天的UPSR考生激励营『飞跃的羚羊』。
- 2016年：18/09主办校园义卖嘉年华及校友回校日。
- 2016年：22/10假德教会紫銮阁主办星洲日报TIGER啤酒十大歌星义演。
- 2017年：29/04恭请柔佛州行政议员嘉益士沙达主持新教学楼动土礼。
- 2017年：07/05甲午中华楼主办黄凤珍校长荣休晚宴。01/06江祥顺校长到任[1]。
- 2022年：江祥顺校长荣休[2]。戴观生黄六妹综合楼正式启用[3]。

## 历任校长
1. 柯位新（1958）
2. 陆其盛（代）（1959）
3. 施炳文（1960-1969）
4. 林德全（1970-1989）
5. 辜天恩（1990-1996）
6. 林福生（1997）
7. 黄凤珍（1997-2017）
8. 江祥顺（2017-2022）
9. 朱秀玲（2023-至今）

## 历任董事长
1. 陈镇藩（1958-1960）
2. 曾杰英（1961-1968）
3. 张子宗（1969-1972）
4. 陈谷蒲（1973-1976）
5. 邱文玉（1977-1984）
6. 郑子瑾（1984-1986）
7. 郭全强（1987-2000）
8. 赖成隆（2000-2004）
9. 王成宗（2005-2006）
10. 陈诗圣（2006-2011）
11. 蔡永福（2011-至今）